# Маруссиг, Пьетро
Пьетро Маруссиг, также Пьеро Маруссиг (итал. Pietro Marussig; 16 мая 1879, Триест — 13 октября 1937, Павия) — итальянский живописец, один из основателей 1922 году в Милане группы художников новеченто.
Пьетро Маруссиг родился в 1879 году в семье богатых коммерсантов, управляющих магазином готовой одежды в Триесте Пьетро и Эрминии Диссопра. Он был предпоследним из пяти детей. Отец коллекционировал произведения искусства, а дед по отцовской линии был художником-любителем. Пьетро учился рисунку и декоративному искусству в промышленной школе (scuola industriale) в Триесте.
Маруссиг путешествовал по Европе, в период с 1899 по 1901 год он жил сначала в Вене, а затем в Мюнхене, где до весны 1901 года посещал Академию художеств. Он сблизился с художниками Венского сецессиона и познакомился с новыми течениями в искусстве.
В 1903 году женился на Рине Дреник, и вместе с ней поселился в Риме. Там он изучал классическое искусство, особенно ценил живопись Тициана. В 1905 году недолго был в Венеции, а летом поехал в Париж. Изучал живопись импрессионизма и постимпрессионизма, особенно интересовался работами Поля Сезанна, Поля Гогена, Жоржа Сёра, Мориса Дени и, вероятно, встречался с Анри Матиссом. Кроме того, он испытал влияние экспрессионизма и «интимизма» художников группы «наби».
Вернувшись в Триест, Пьетро Маруссиг установил прочные творческие связи с живописцем и скульптором Антонио Камауром, с которым он делился впечатлениями от картин французских постимпрессионистов. В 1913 году он участвовал во Второй Национальной художественной выставке в Неаполе в качестве экспонента и организатора Зала художников Триеста; в 1914 году провёл свою первую персональную выставку в галерее Кассирер в Берлине. В годы Первой мировой войны, по одним сведениям, Маруссиг укрывался на своей вилле в Триесте, по другим — был интернирован в концентрационный лагерь.
Его друг Камаур умер в 1919 году. В 1920 году Маруссиг переехал в Милан. В этом городе Маруссиг вошёл в группу художников, основателей новеченто: Ансельмо Буччи, Леонардо Дудревилль, Джан-Эмилио Малерба, Марио Сирони,Убальдо Оппи, Акилле Фуни, объединившихся вокруг Маргериты Сарфатти. Маруссиг стал другом Маргериты Сарфатти и частым гостем в её гостиной.
Живопись художника этого периода отражает стремление вернуться к живописной традиции эпохи итальянского Возрождения: женские портреты, натюрморты, фигурки детей. Его самая известная картина — «Женщины за кофе» (1924).
Несмотря на близость к Сарфатти, Пьетро Маруссиг не принял идеологии и эстетики фашизма и не участвовал ни в каких общественных движениях. В 1930 году вместе со скульптором Т. Борлотти и живописцем Акилле Фуни он основал художественную школу на улице Вивайо 10 в Милане, доступную всем желающим, в которой попытался возродить художественные традиции итальянских боттег (мастерских) XV века.
Пьетро Маруссиг страдал циррозом печени, и после длительного пребывания в больнице в Павии скончался 13 октября 1937 года.

## Галерея
- Вид Триеста. 1912. Музей современного искусства Тренто и Роверето
- Обнажённая. 1917. Музей современного искусства Тренто и Роверето
- Фигуры на балконе. 1921
- Магдалина. 1929. Музей современного искусства университета Сан-Паулу, Бразилия
- Обнажённые фигуры. 1910. Частное собрание
- В саду. 1912